# Hillerød
Hillerød (alternativt Hilleröd på svenska) är en tätort och stad som utgör centralort i Hillerøds kommun på norra Själland i Danmark. Tätorten hade 28 941 invånare 2006. 
Hillerød har järnvägsförbindelse med Köpenhamn och Helsingör via Nordbanen. Övriga järnvägar som utgår från Hillerød är Frederiksværkbanen och Gribskovbanen.
I Hillerød ligger Frederiksborgs slott. Region Hovedstaden har sin förvaltning i Hillerød.
Staden har en svensk vänort: Karlskrona. Där delas Hillerødpriset ut för årets idrottsprestation.
Varje år anordnas Hillerød Judo Cup, en stor internationell judotävling med deltagare från Danmark, Sverige, Norge, Finland, Island, Tyskland, Ungern, Polen och Färöarna.
Under flera år bodde folklivsforskaren Anders Uhrskov i Hillerød.

## Historia

Variant av Hillerøds stadsvapen från 1787.

Hillerød växte upp kring den gamla gården Hillerødsholm, som ägdes av Herluf Trolle och Birgitte Gøye. Gården låg vid den medeltida byn Hilderød (Hildes röjning), som tros härstamma från 1200-talet. 
När Frederik II tog över Hillerødsholms jordbruksmark i mitten på 1500-talet byggde han Frederiksborgs slott. Hans son Christian IV byggde senare om slottet.
Staden har hemsökts av flera stora stadsbränder, först 1692 och 1698, därefter 1733 och slutligen 1834. Sammantaget med rivningen av flera gamla hus under andra halvan av 1920-talet innebär det att det bara finns ett fåtal historiska hus kvar. Den gamla stadens atmosfär kan dock fortfarande upplevas utefter ena sidan av Bakkegade och kring området Nyhuse.
Hillerød upplever för närvarande en kraftig tillväxt. Nya bostäder växer upp i den västra delen av Hillerød, framförallt i de nya bostadsområdena Sophienborg och Ullerødbyen.
Av gamla frimärken framgår att ett alternativt namn för staden fram till omkring 1910 var Frederiksborg.

## Kända personer
- Kristian IV av Danmark, kung, född på Frederiksborgs slott (1577-1648)
- Henning Frederik Feilberg, präst och folklorist (1831–1921)
- Kurt Trampedach, konstnär (1943-2013)
- Hans Ole Brasen, konstnär (1849–1930)
- Mogens Bøggild, konstnär (1901–1987)
- Nicki Sørensen, tävlingscyklist (1975-)
- Hartvig Frisch, politiker (1893-1950)
- Dorte Olesen, koreograf (1967-)
- Nina Agdal, fotomodell (1992-)

## Billder

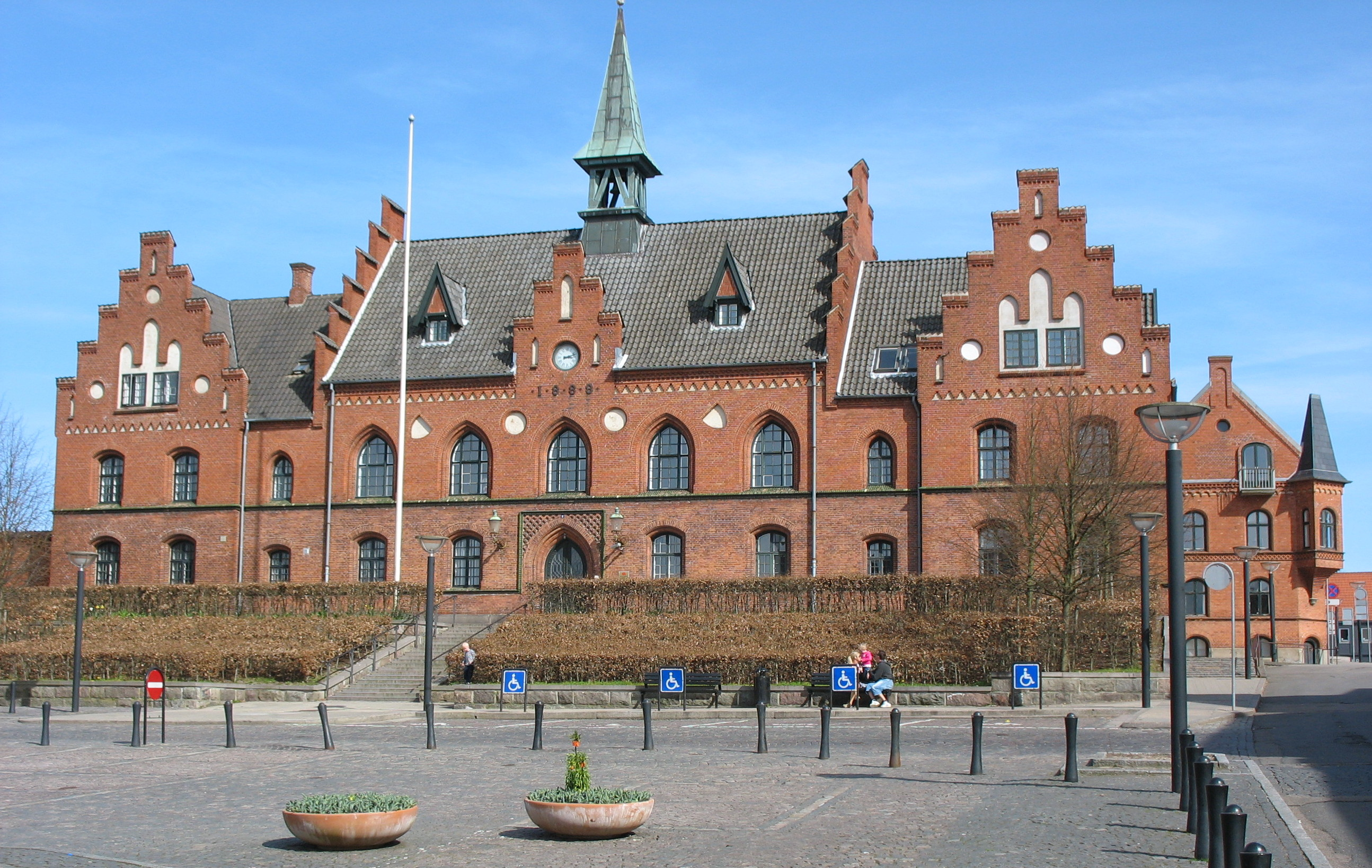
Hillerøds gamla rådhus, numera polisstation.
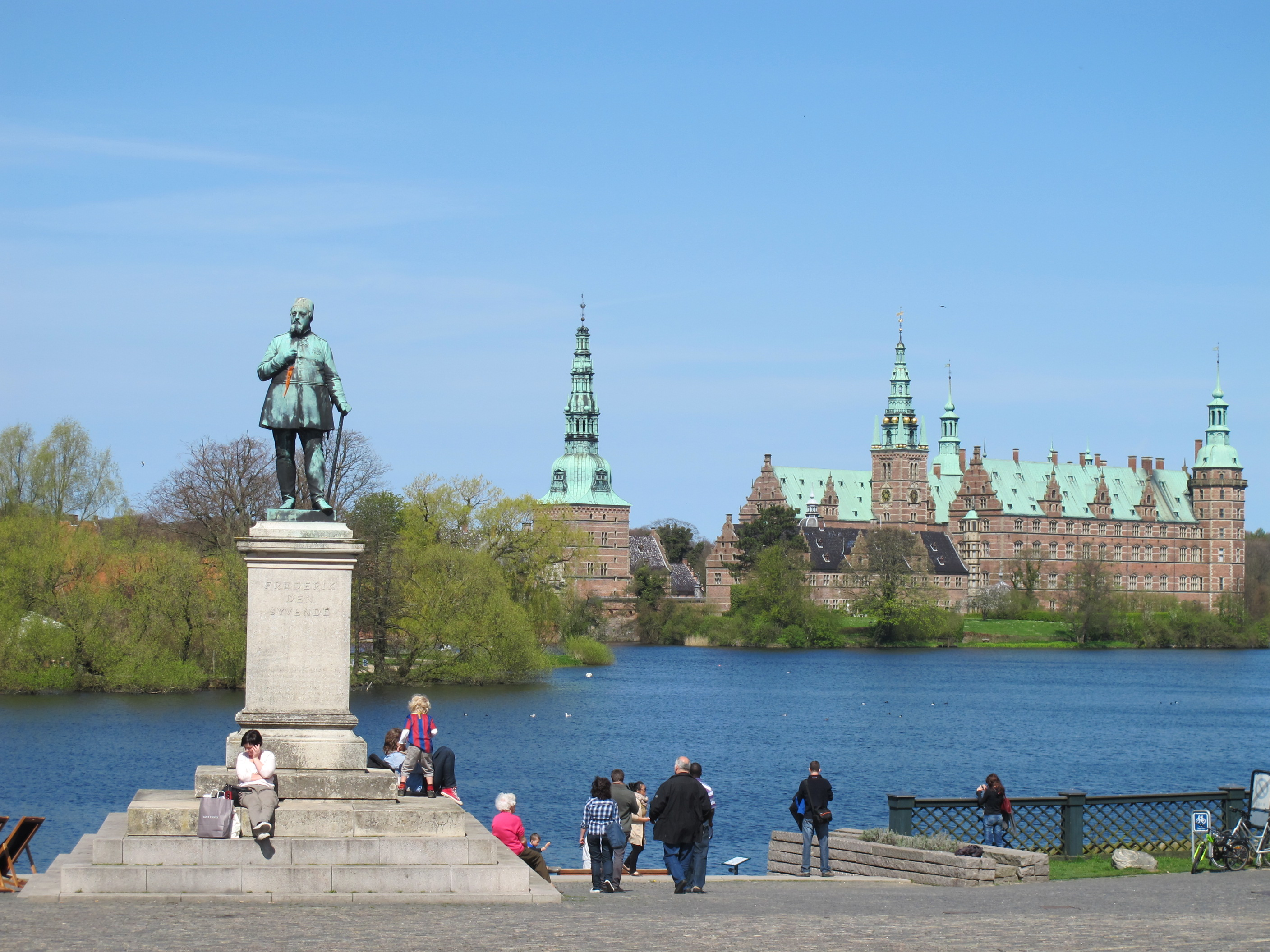
Monument av Frederik VII framför Frederiksborgs slott.
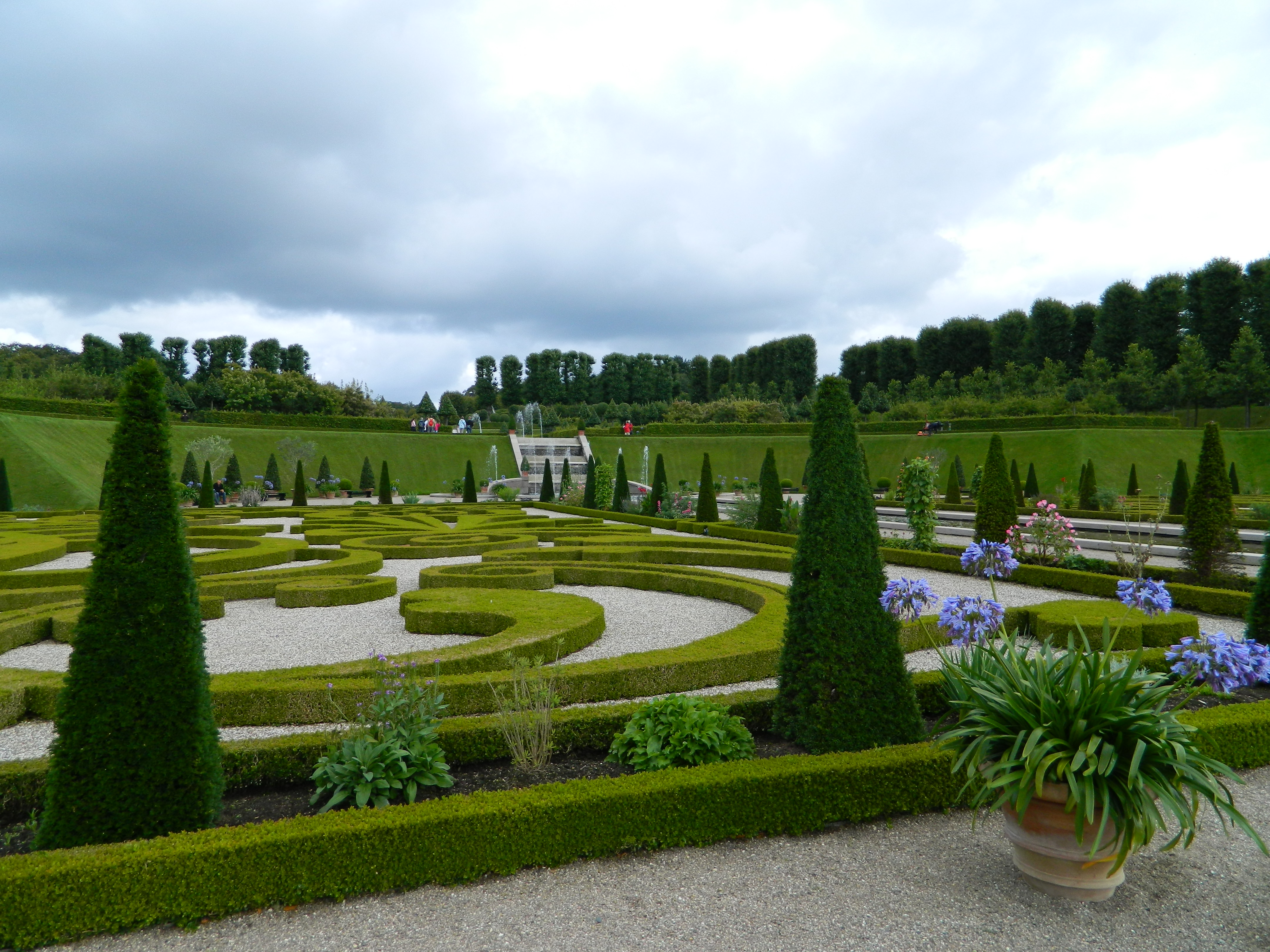
Frederiksborgs slottsträdgård.
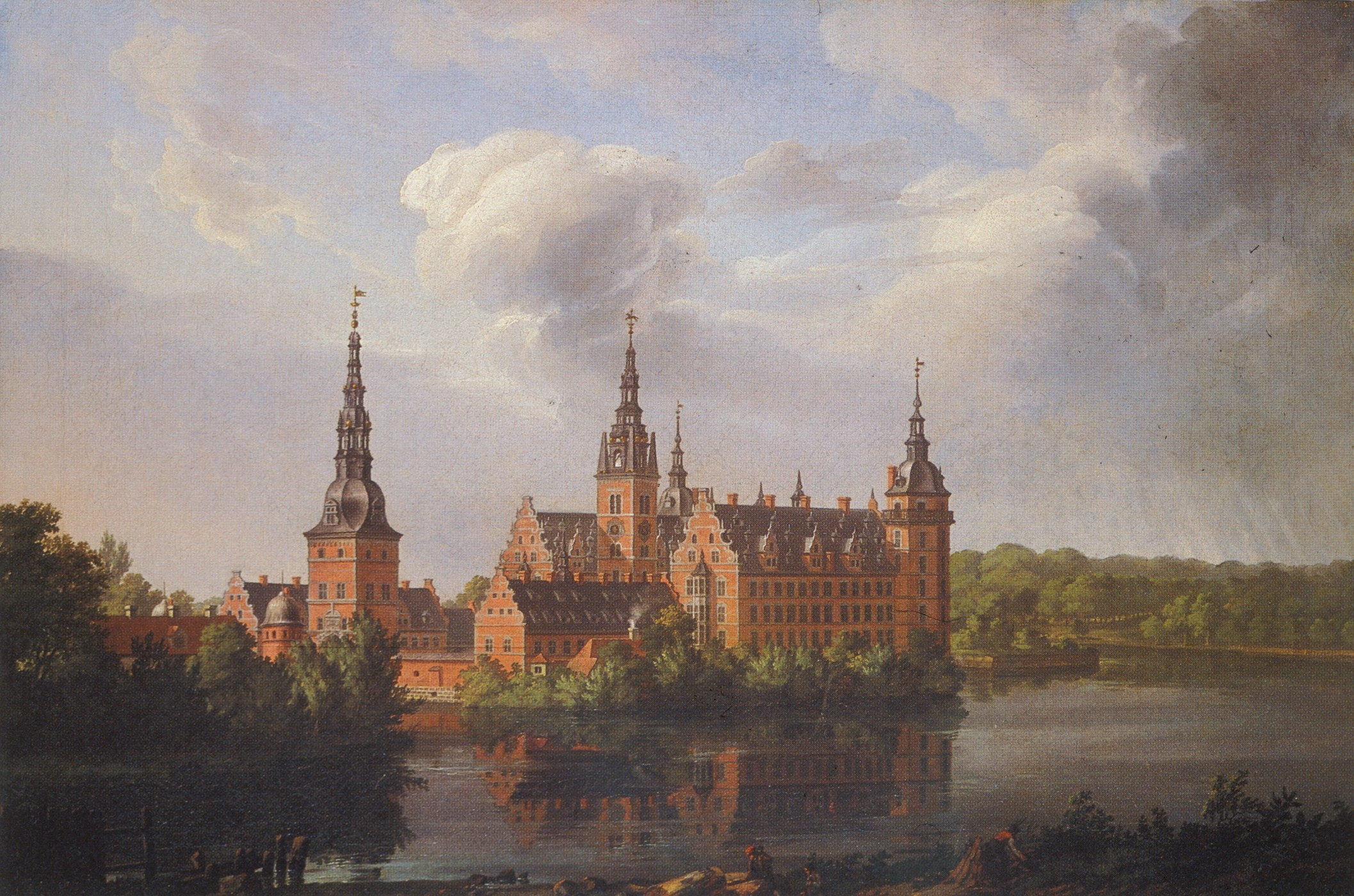
Frederiksborgs slott 1814 av J.C. Dahl.
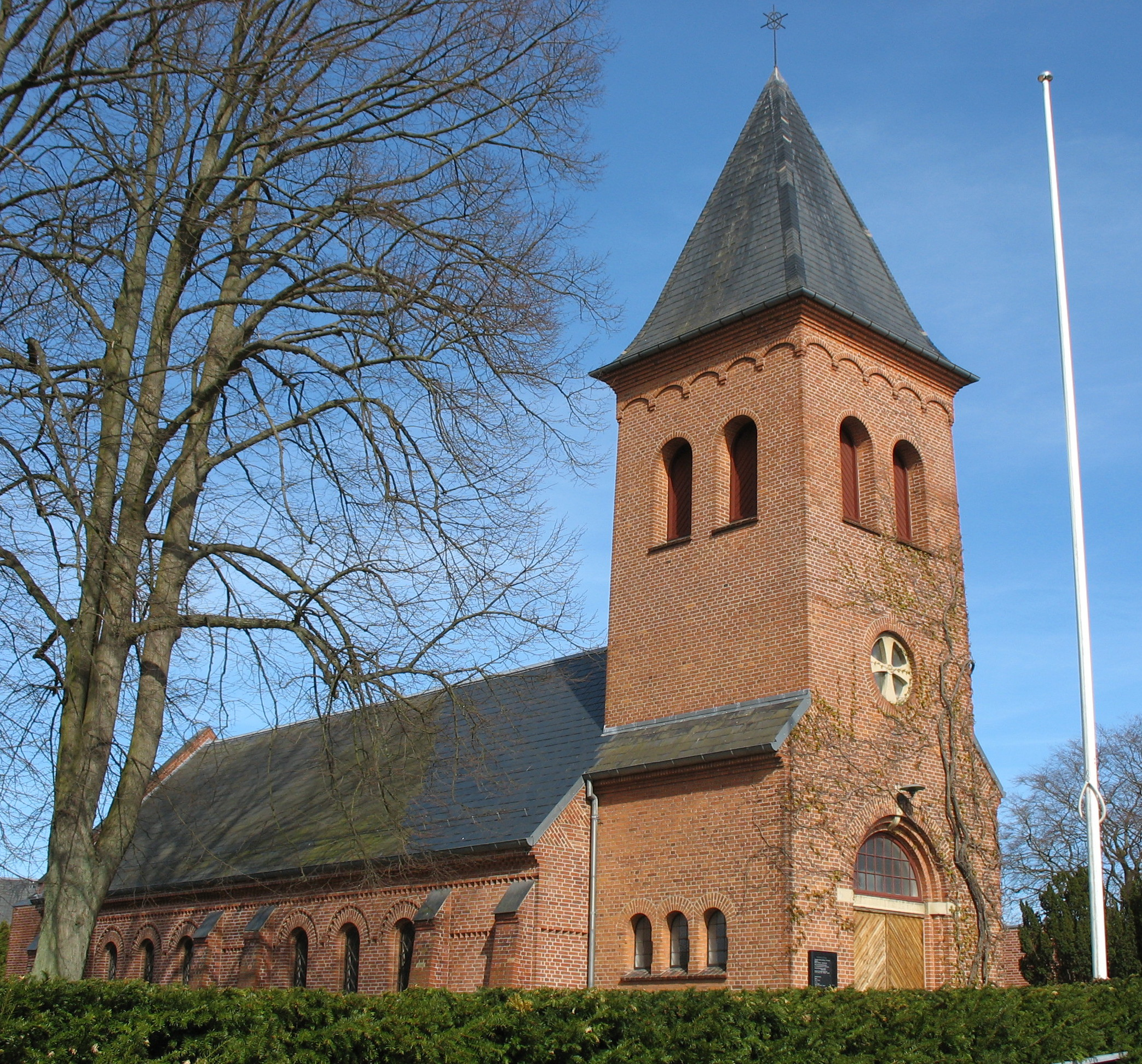
Hillerøds kyrka.
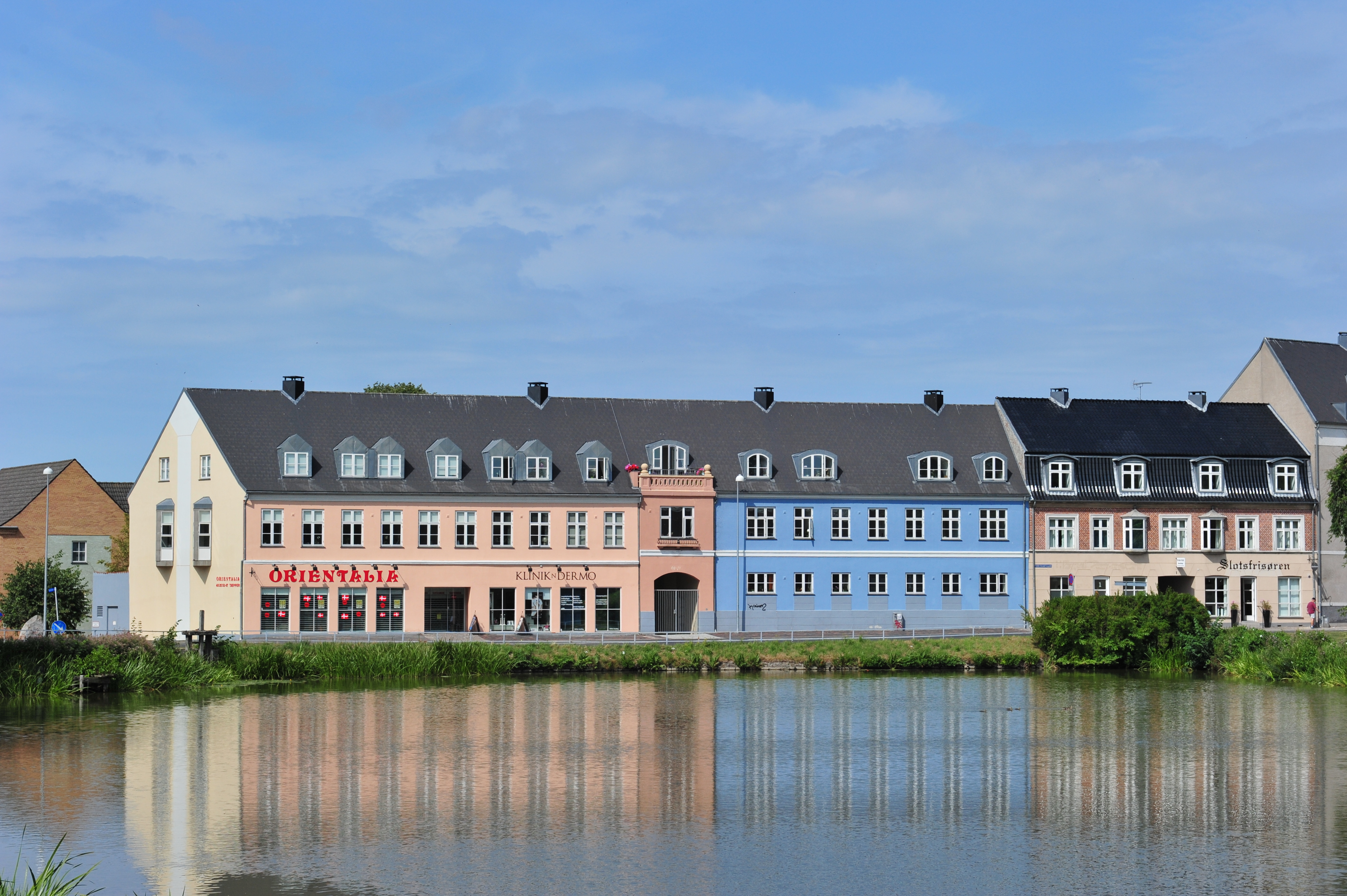
Hus vid slottsjön.
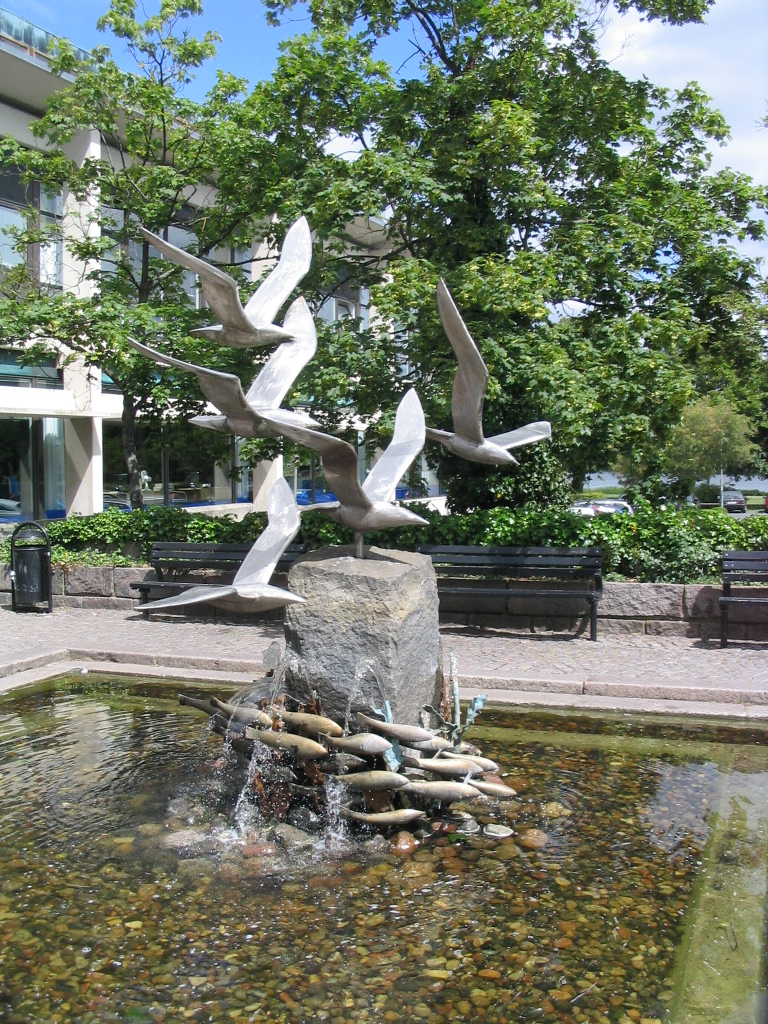
Fisktorget.